# Upplands runinskrifter 823
Upplands runinskrifter 823 är ett försvunnet vikingatida runstensfragment som funnits i Rävsta, Kulla socken och Enköpings kommun. Det är en parsten till U 822. Stenen var i fragmentariskt skick redan på 1600-talet och rapporterades 1871 som försvunnen.

## Inskriften
Translitterering av runraden:
[... -at · raisa × st... ... ... ...lbi + ot × ...]
Normalisering till runsvenska:
... [l]et ræisa st[æin] ... [Guð hia]lpi and ...
Översättning till nusvenska:
... lät resa stenen ... Gud bjälpe ... själ ...